# Rio Durance
O rio Durance (em occitano:  Durença segundo a norma clássica ou Durènço segundo a norma mistraliana) ou, na sua forma portuguesa, Druença é um rio localizado no sul de França. É afluente do rio Ródano, do qual é o segundo mais longo afluente após o rio Saône e o terceiro em caudal após o Saône e o rio Isère. Com comprimento total de 323,8 km, o rio Durance é o mais importante rio da Provença.
Rio dito «caprichoso», e antigamente famoso pelas grandes enchentes, foi submetido a um processo de regularização, em particular desde o século XIX, com fins de aproveitamento hidráulico, incluindo o abastecimento de água potável a Marselha e cidades próximas, e energético. Com o rio Verdon forma um sistema que produz 6000 a 7000 milhões de kWh por ano).
O rio Durance nasce nos Alpes Cócios, a cerca de 2300 m de altitude, perto do Monte Chenaillet e Montgenèvre, no departamento de Hautes-Alpes. Desagua no rio Ródano junto a Avinhão, no departamento de Vaucluse. A sua bacia hidrográfica tem 14225 km² - além dos departamentos onde passa ainda abrange áreas dos departamentos de Var, Drôme e Alpes-Maritimes.
Passa pelos departamentos de Hautes-Alpes, Alpes da Alta Provença (em vários troços forma o limite entre estes dois departamentos), Var (brevemente no seu extremo noroeste), Bocas do Ródano e Vaucluse (forma o limite entre estes dois últimos). As principais cidades por onde passa são Briançon, Sisteron, Cavaillon e Avinhão.
Neste rio foi construída a partir de 1955 e até 1961 a barragem de Serre-Ponçon, feita com material aluvionar do leito do Durance. O seu aproveitamento é tanto hidroelétrico como para regadio e uso recreativo.
O rio Durance foi, entre 1125 e 1271, a fronteira que separava as terras do condado de Tolosa (a norte do rio) das do condado de Barcelona (a sul).
Entre as principais localidades ou comunas que atravessa encontram-se:
- Departamento de Hautes-Alpes: Briançon, Embrun;
- Departamento de  Alpes-de-Haute-Provence: Sisteron, Château-Arnoux-Saint-Auban;
- Departamento de  Vaucluse: Pertuis, Cadenet, Cavaillon;
- Departamento de  Bouches-du-Rhône, margem esquerda do Durance.

## Principais afluentes

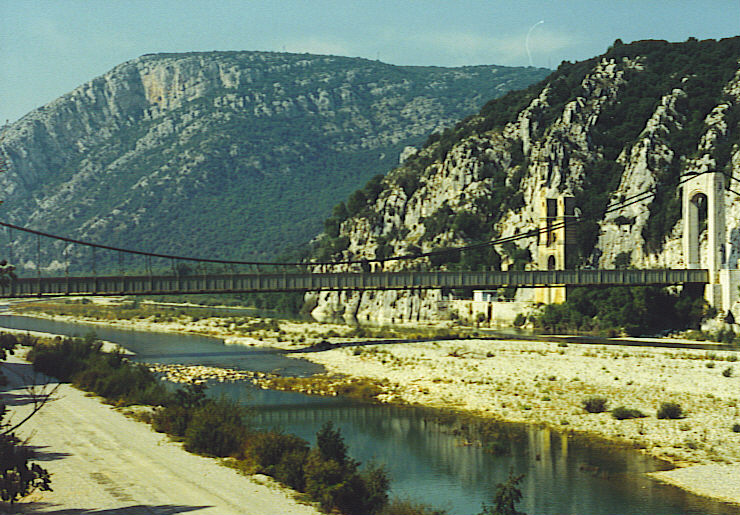
Vista do rio Durance.

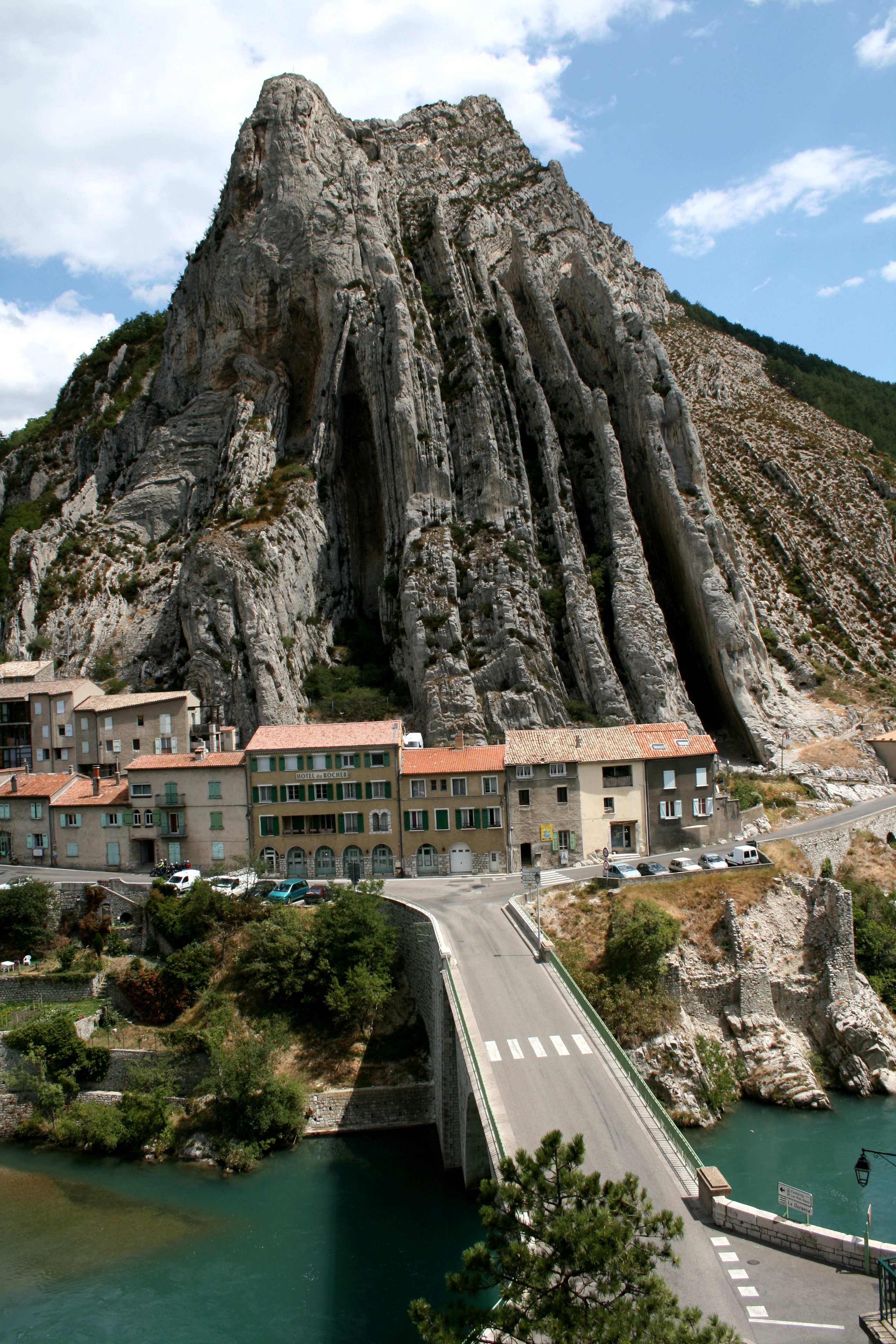
Ponte sobre o rio Durance em Sisteron.

Os principais afluentes do rio Durance são os seguintes:
- pela margem direita:
  - Clarée
  - Guisane
  - Gyronde
  - Biaysse
  - Avance
  - Luye
  - Rousine
  - Buëch
  - Coulon ou Calavon
- pela margem esquerda:
  - Guil
  - Ubaye
  - Vançon
  - Bléone
  - Asse
  - Verdon